# Port-sur-Saône
Port-sur-Saône este o comună franceză situată în departamentul Haute-Saône, în regiunea culturală și istorică Franche-Comté și în regiunea administrativă Burgundia-Franche-Comté.
Primele urme de ocupare umană la Port-sur-Saône datează din preistorie. Deși vestigii de la sfârșitul epocii laténiene au fost descoperite în 2017, este probabil că abia din perioada antică o adevărată aglomerație s-a dezvoltat pe ambele maluri ale râului Saône, în locul actualului oraș și al cătunului Saint-Valère. La sfârșitul secolului al IV-lea, situl ar putea fi ridicat la statutul de reședință de pagus, pe care îl va păstra până în secolul al XI-lea și crearea vicomitatului de Vesoul.
Astăzi, orașul profită de situația sa geografică în cadrul amenajării teritoriului, dezvoltându-și în același timp patrimoniul cultural prin intermediul festivalului său anual, al instituțiilor sale și al înfrățirilor internaționale.
Port-sur-Saône este situat la 14 kilometri nord-vest de Vesoul.

## Geografie

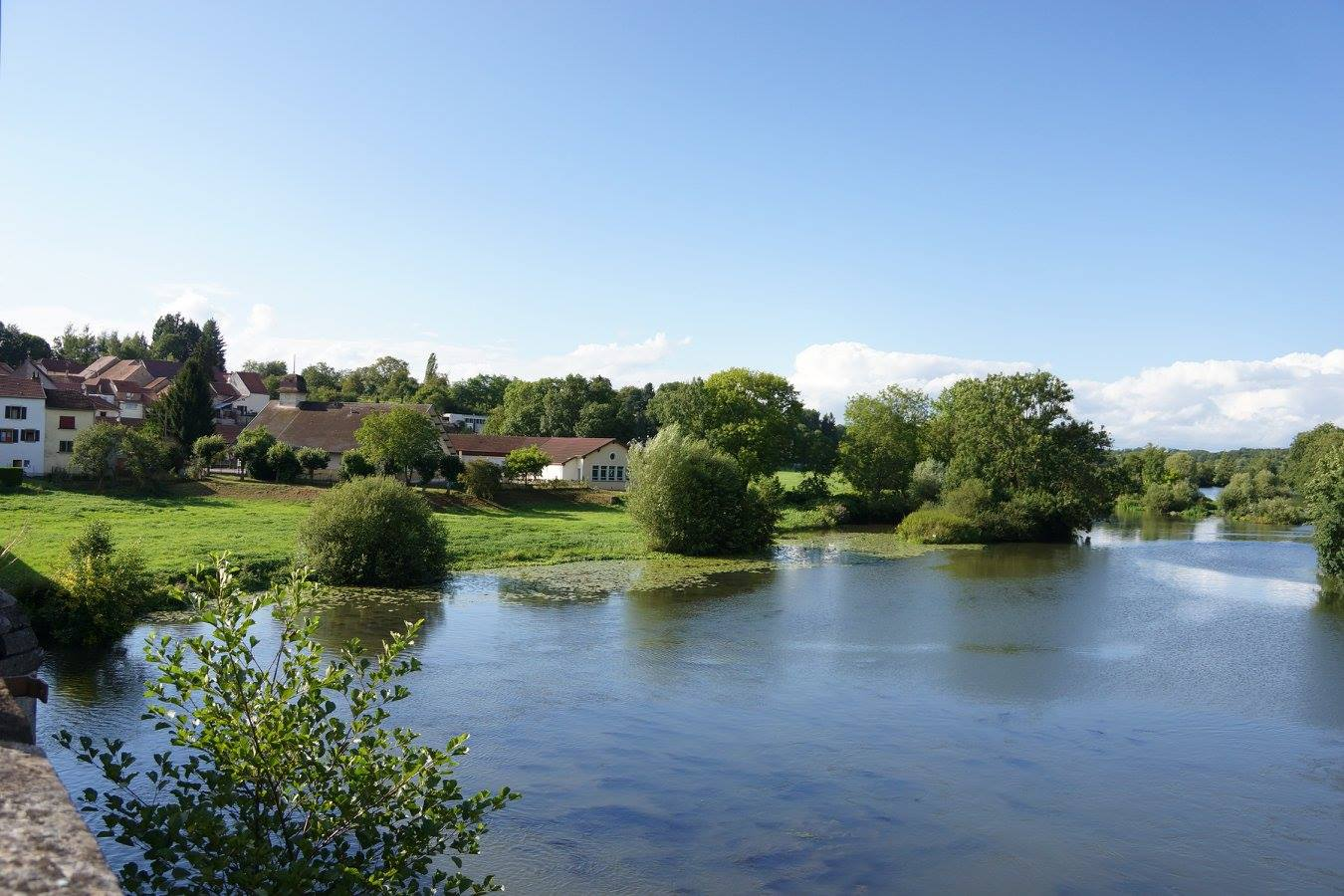
Saône la Port-sur-Saône.

### Locație
Port-sur-Saône se află la intersecția a două mari artere esențiale de circulație din departament, drumul național 19 de la est la vest și râul Saône de la nord la sud. În 2017, au început lucrările pentru ocolirea orașului pe la nord, care trebuie să se termine în 2021.
Teritoriul comunal are o suprafață de 24,59 km². Altitudinea sa minimă este de 206 metri, iar altitudinea sa maximă este de 337 metri.

### Hidrografie
Saône cuprinde mai multe insule în cadrul teritoriului Port-sur-Saône. În mijlocul comunei se află insula du Moulin, care se întinde pe aproape un kilometru. Mai sunt și alte două insule mai mici: insula Beleau, situată la nordul orașului, la limita cu Chaux-lès-Port, și insula Gilley, localizată între comunele Port-sur-Saône și Vauchoux.
Orașul are un port fluvial pentru marfă și agrement, localizat pe un braț al râului.

### Cartiere

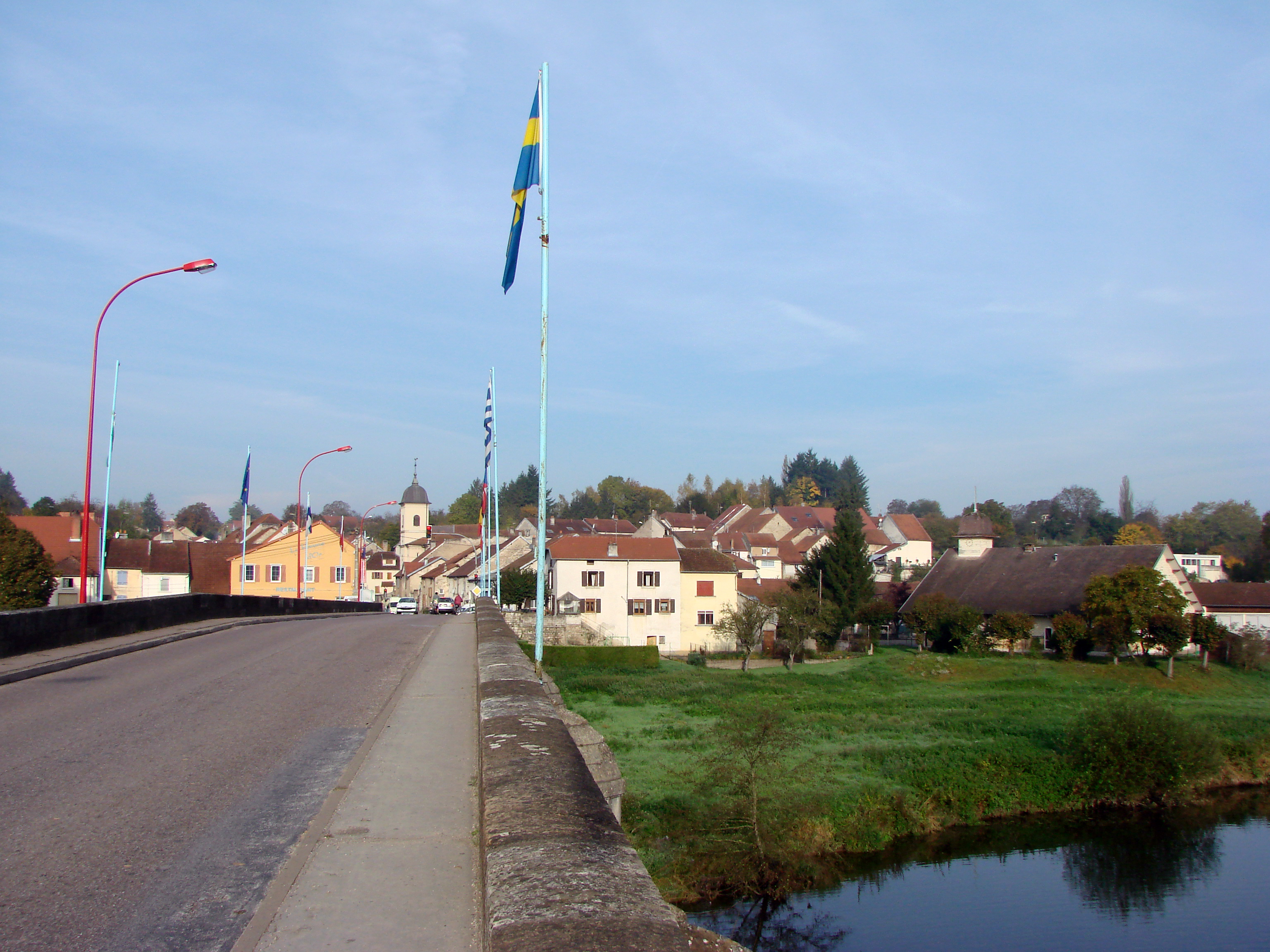
Cartierul Saint-Valère.

Teritoriul Port-sur-Saône se compune din mai multe cartiere și cătune:
- Orașul, constituie centrul Port-sur-Saône, precum și sectorul „Plage”.
- Saint-Valère, situat direct dincolo de podul de peste Saône, la vest.
- Le Magny, cartier situat la sud de Saint-Valère.
- Île du Moulin, situată în centrul orașului, între cele două principale zone de urbanizare, care găzduiește câteva locuințe.
- Remaucourt, mic cătun localizat la nord de Saint-Valère.
- La Maladrière, loc situat la extremitatea sudică a insulei du Moulin.

### Comune limitrofe
| Chargey-lès-Port              | Conflandey | Chaux-lès-Port                    |
| Scey-sur-Saône-et-Saint-Albin |            | Villers-sur-Port Bougnon Grattery |
| Ferrières-lès-Scey            | Vauchoux   | Scye                              |

### Clima
În 2010, climatul comunei este de tip climat semicontinental, conform unui studiu al Centrului Național de Cercetare Științifică bazat pe o serie de date din perioada 1971-2000. În 2020, Météo-France publică o tipologie a climei din Franța metropolitană în care comuna se află într-un climat semi-continental și este în regiunea climatică Lorraine, plateau de Langres, Morvan, caracterizată de ierni aspre (1,5 °C), vânturi moderate și cețuri frecvente în toamnă și iarnă.
Pentru perioada 1971-2000, temperatura medie anuală este de 10,1 °C, cu o amplitudine termică anuală de 17,2 °C. Cumulul anual mediu de precipitații este de 1002 mm, cu 12,9 zile de precipitații în ianuarie și 9,6 zile în iulie. Pentru perioada 1991-2020, temperatura medie anuală observată la stația meteorologică Météo-France cea mai apropiată, „Vesoul Ville”, situată în comuna Vesoul la 11 km în linie dreaptă, este de 11,5 °C și cumulul anual mediu de precipitații este de 1.007,7 mm. Temperatura maximă înregistrată la această stație este de 40,5 °C, atinsă pe 25 iulie 2019; temperatura minimă este de −22,2 °C, atinsă pe 16 ianuarie 1966.
Parametrii climatici ai comunei au fost estimați pentru mijlocul secolului (2041-2070) conform diferitelor scenarii de emisie de gaze cu efect de seră, bazate pe noile proiecții climatice de referință DRIAS-2020. Aceștia pot fi consultați pe un site dedicat publicat de Météo-France în noiembrie 2022.

## Urbanism

### Tipologie

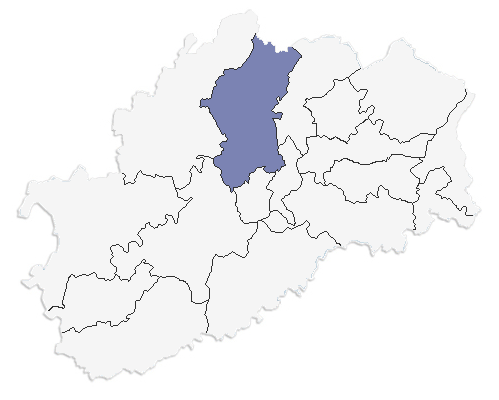
Harta cantonului Port-sur-Saône, în Haute-Saône

Port-sur-Saône este o comună rurală, deoarece face parte din comunele puțin sau foarte puțin dense, conform grilei comunale de densitate a INSEE (Institutul Național de Statistică și Studii Economice). Ea aparține unității urbane Port-sur-Saône, o unitate urbană monocomunală cu 2.971 de locuitori în 2017, constituind un oraș izolat.
De asemenea, comuna face parte din zona metropolitană a orașului Vesoul, fiind una dintre comunele din zona periferică. Această zonă, care cuprinde 158 de comune, este încadrată în categoria zonelor cu 50.000 până la mai puțin de 200.000 de locuitori.

### Utilizarea terenului
Ocupația terenurilor în comuna Port-sur-Saône, conform bazei de date europene de ocupare biogeofizică a terenurilor Corine Land Cover (CLC), este marcată de importanța pădurilor și mediilor semi-naturale (50,6% în 2018), o proporție similară cu cea din 1990 (50,9%). Repartiția detaliată în 2018 este următoarea: păduri (50,6%), pajiști (18,4%), terenuri arabile (17,1%), zone urbanizate (9,5%), zone agricole heterogene (3,1%), spații verzi artificiale, non-agricole (1,3%). Evoluția ocupării terenurilor în comună și a infrastructurilor sale poate fi observată pe diferite reprezentări cartografice ale teritoriului: harta Cassini (secolul al XVIII-lea), harta de stat-major (1820-1866) și hărțile sau fotografiile aeriene ale IGN pentru perioada actuală (1950 până în prezent).

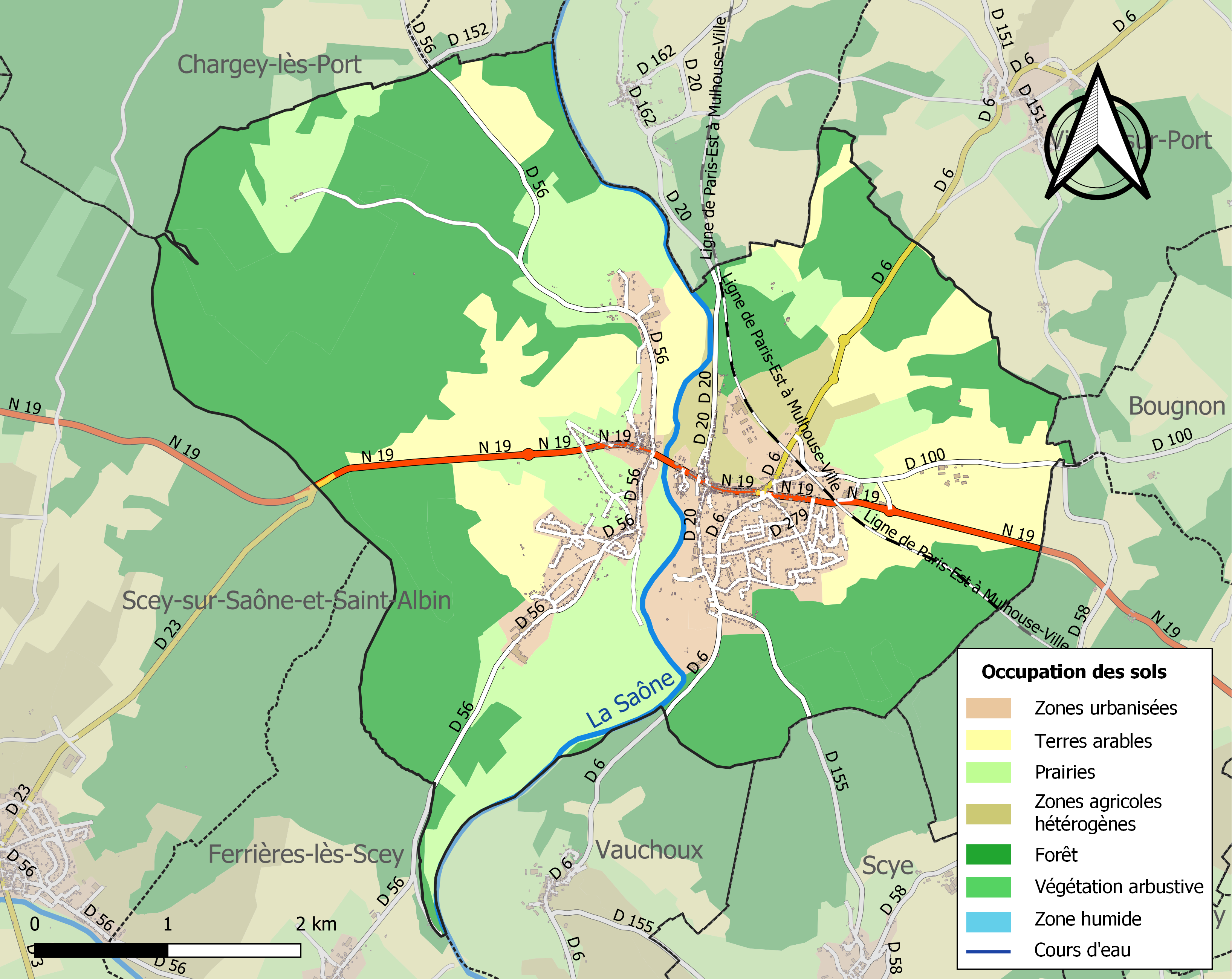
Harta infrastructurii și utilizării terenului a comunei în 2018 (CLC).

## Istorie
Primele urme de ocupare umană pe teritoriul comunei datează din paleoliticul mijlociu, când au fost recunoscute mai multe situri în locurile numite „La Rieppe” și „Côte la Baume”. La aceste două situri se adaugă descoperirea unui depozit mezolitic și neolitic la „La Perrière Tournier”.
Orașul Port-sur-Saône a fost fondat acum aproximativ 1500 de ani, sub numele de Port Abucin. O cale romană trecea pe teritoriul actual al orașului Port-sur-Saône. Ulterior, Port-sur-Saône a devenit capitala comitatului Port, un vast teritoriu care corespundea aproximativ actualului departament Haute-Saône.
În secolul al XIII-lea, Jean III de Vergy deținea jumătate din terenurile din Port ca feudă a domeniului contelui de Burgundia. În 1263, contesa Adelaida de Burgundia și Hugues de Chalon au cumpărat cealaltă jumătate a satului. Port-sur-Saône a fost împărțită în două seigneurii până în 1789.
Navigația fluvială a fost o activitate importantă și necesară pentru transportul produselor agricole sau manufacturate din regiune. În secolul al XVI-lea, s-au adăugat industria fierului și cea a morăritului. Vechiul moară Triquet era, la începutul secolului al XX-lea, prima moară din Franța ca producție.

## Politică și administrație

### Legături administrative și electorale

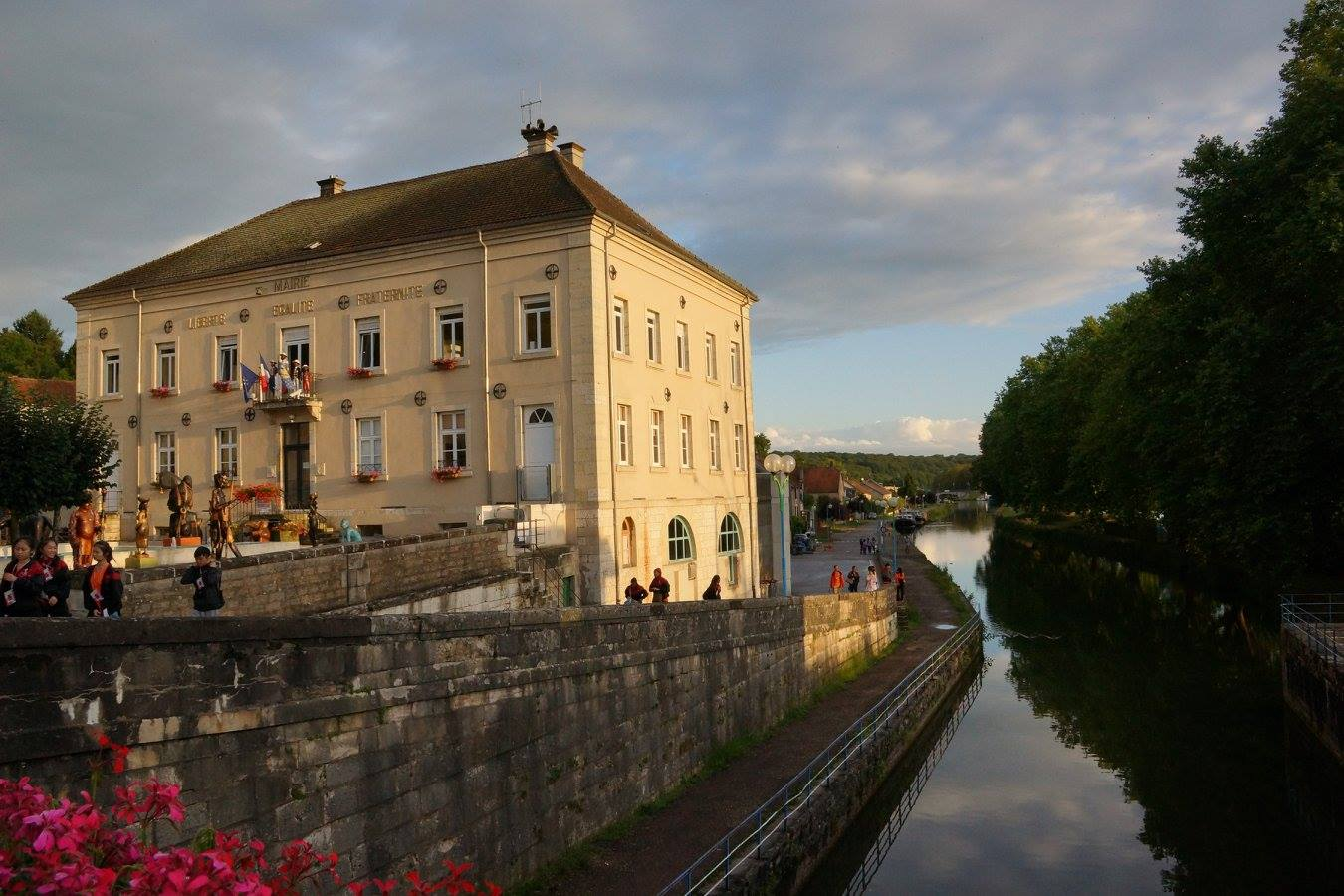
Primăria

Vauchoux face parte din Arondismentul Vesoul al departamentului Haute-Saône, în regiunea Burgundia-Franche-Comté. Pentru alegerea deputaților, Vauchoux depinde de prima circumscripție a departamentului Haute-Saône.
Comuna a fost din 1801 reședința cantonului Port-sur-Saône. În cadrul reorganizării cantonale din 2014 din Franța, teritoriul acestui canton s-a extins, crescând de la 17 la 46 de comune, iar Port-sur-Saône este acum biroul centralizator.

### Intercomunalitate
Comuna a fost sediul comunității de comune Saône Jolie, creată în 1992.
Articolul 35 din legea nr. 2010-1563 din 16 decembrie 2010 „de reformă a colectivităților teritoriale” prevede finalizarea și raționalizarea dispozitivului intercomunal în Franța, și anume integrarea aproape a tuturor comunelor franceze în EPCI (Etablissement Public de Coopération Intercommunale) cu fiscalitate proprie, a căror populație să fie în mod normal mai mare de 5.000 de locuitori. Astfel, comunitățile de comune:
- Comunitatea de Comune Agir ensemble[29]
- Comunitatea de Comune Saône Jolie
- Comunitatea de Comune Six Villages[30]

și comunele izolate Bourguignon-lès-Conflans, Breurey-lès-Faverney și Vilory au fost reunite pentru a forma, la 1 ianuarie 2014, comunitatea de comune Terres de Saône, al cărei sediu este acum Port-sur-Saône.

### Organe administrative și judiciare
Comuna Port-sur-Saône depinde de mai multe jurisdicții:
- Conseil de Prud'hommes[n 5] Vesoul
- Curtea Administrativă de Apel[n 6] Nancy
- Curtea de Apel din Besançon
- Curtea cu juri[n 7] Haute-Saône și Territoire de Belfort
- Serviciu unic de primire pentru justițiabili (SAUJ)[n 8]:

* Serviciu unic de primire pentru justițiabili Vesoul
* Serviciu unic de primire pentru justițiabili de la instanța locală și Conseil de Prud'hommes Lure
* Serviciu unic de primire pentru justițiabili de la instanța locală Guebwiller
* Serviciu unic de primire pentru justițiabili de la instanța locală Selestat
- Tribunal Paritaire des Baux Ruraux[n 9]:

* Tribunal Paritaire des Baux Ruraux Vesoul
* Tribunal Paritaire des Baux Ruraux Lure
- Tribunalul Administrativ[n 10] Besançon
- Tribunalul Comercial[n 11] Vesoul
- Tribunalul judiciar[n 12] Vesoul
- Tribunalul pentru minori[n 13] Vesoul

## Date demografice
Evoluția numărului de locuitori este cunoscută prin recensămintele populației efectuate în comuna respectivă începând din 1793. Pentru comunele cu mai puțin de 10 000 de locuitori, un recensământ al întregii populații este realizat la fiecare cinci ani, populațiile legale pentru anii intermediari fiind estimate prin interpolare sau extrapolare. Pentru comuna respectivă, primul recensământ exhaustiv în cadrul noului dispozitiv a fost realizat în 2005.
În 2021, comuna număra 2977 locuitori, în scădere cu 1,62% față de 2015 (Haute-Saône: −1,43%, Franța fără Mayotte: +1,84%).
| An        | 1793 | 1821 | 1841 | 1856 | 1872 | 1886 | 1901 | 1921 | 1936 | 1962 | 1982 | 2006 | 2013 | 2021 |
| --------- | ---- | ---- | ---- | ---- | ---- | ---- | ---- | ---- | ---- | ---- | ---- | ---- | ---- | ---- |
| Populație | 1858 | 2023 | 2002 | 1790 | 1785 | 1760 | 1903 | 1667 | 1667 | 1725 | 2642 | 2927 | 3041 | 2977 |

### Învățământ
Comuna are două școli primare: școala Louis-Pergaud și școala Saint-Valère.
Copiii din Port-sur-Saône sunt afiliați la colegiul Scey-sur-Saône.
Teritoriul Port-sur-Saône include o exploatație agricolă de 228 hectare care aparține Centrului de Formare Profesională și Promovare Agricolă din Haute-Saône.

### Festivități

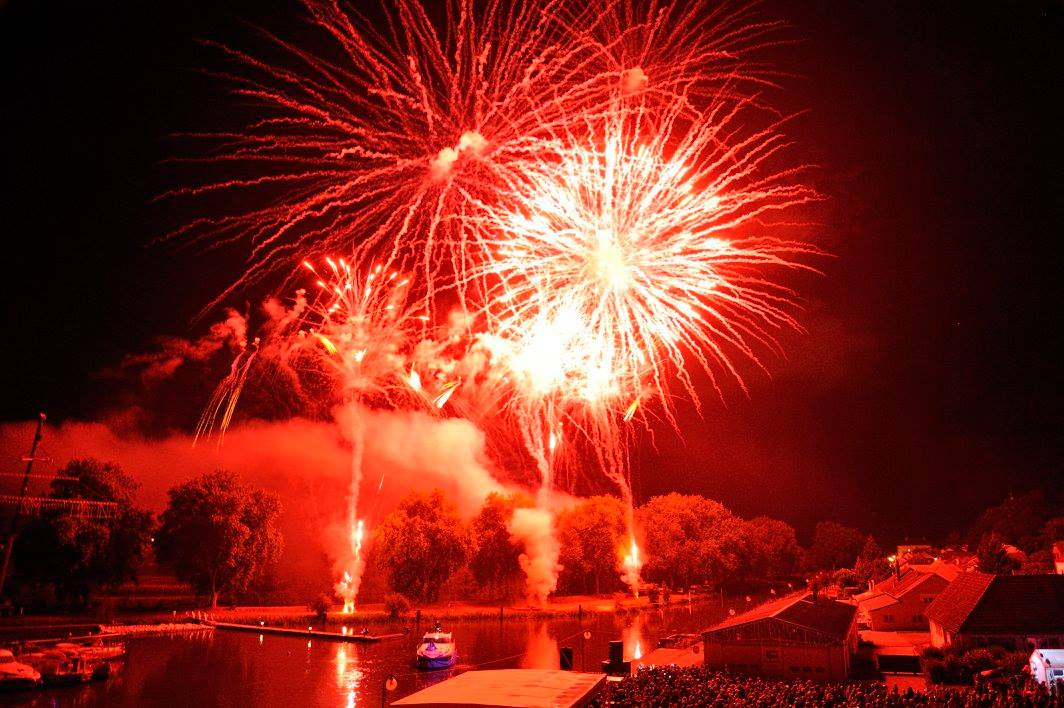
Focuri de artificii la Port-sur-Saône

Festivalul Internațional de Folclor este un eveniment care are loc anual la Port-sur-Saône. Sunt organizate spectacole de muzică, cântec și dans, precum și parade. Combinând reprezentarea culturilor și tradițiilor multiplelor națiuni, evenimentul atrage în fiecare an peste 20.000 de spectatori. Creat în 1989 de către oraș, cu ajutorul Asociației Cultură și Timp Liber, festivalul se desfășoară în fiecare an în august. Începând din 1996, șase națiuni sunt invitate la festival, iar din 1999, sunt primite douăsprezece națiuni. Din 2004, festivalul face parte din Consiliul Internațional al Organizatorilor de Festivaluri de Folclor.

### Sănătate
La Port-sur-Saône se găsesc diferiți profesioniști din domeniul sănătății: ortofonist, nutriționist, dentist, medici de familie, kinetoterapeuți și asistente medicale.
Cel mai apropiat spital de Port-sur-Saône este spitalul din Vesoul.

### Sport

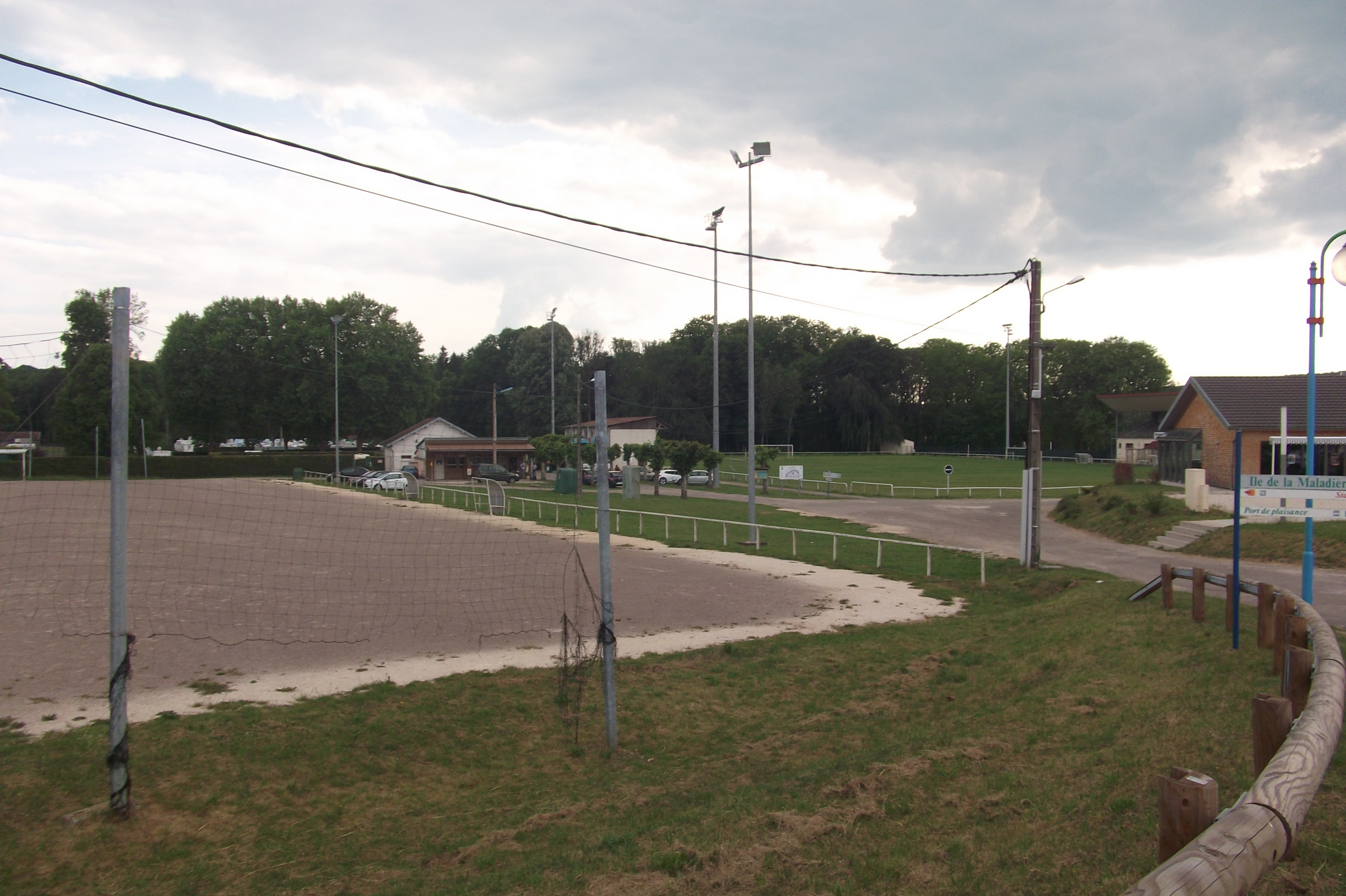
Terenuri de fotbal

Orașul are mai multe cluburi sportive, inclusiv clubul de fotbal Club Sportif, clubul de tenis Tennis Club, clubul de baschet Basket Club și Asociația de Badminton.
De asemenea, se numără mai multe echipamente sportive, precum două terenuri de fotbal, unul cu gazon natural, celălalt cu suprafață stabilizată, un teren de pétanque cu 75 de cadre, un boulodrom acoperit, un skatepark, un teren de moto-cross, precum și o piscină comunitară. Sala de sport Pierre-Richard, principala sală de sport a comunei, cu o suprafață de 800 m², permite practicarea mai multor sporturi, cum ar fi judo, baschet, badminton și gimnastică.

## Economie
Port-sur-Saône găzduiește sediul social al companiei Euroserum, al treilea producător mondial de zer praf și filială a grupului cooperativ Sodiaal.

## Cultură și patrimoniu

### Monumente

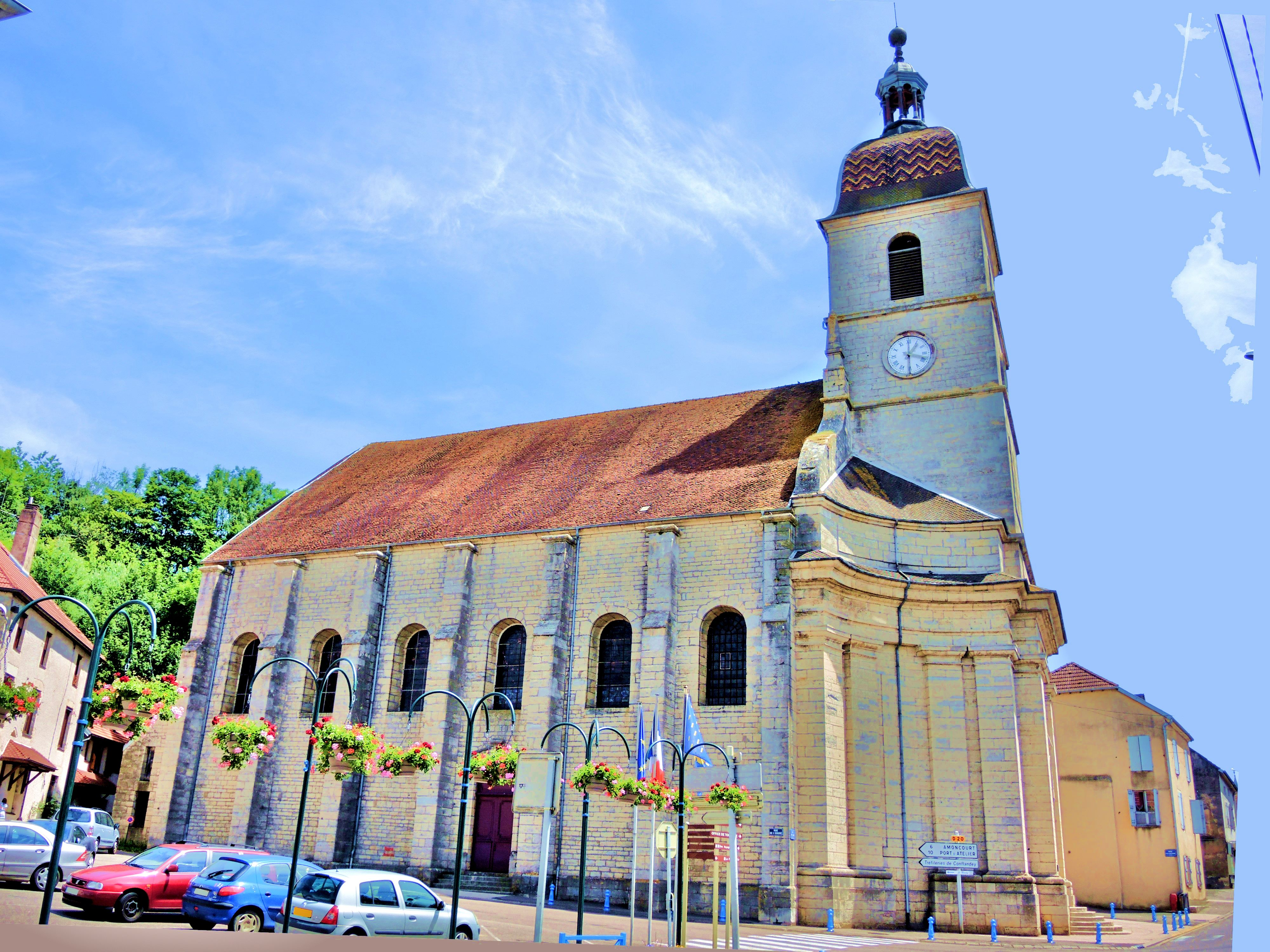
Biserica Saint-Étienne.

#### Clădiri religioase
Biserica Saint-Étienne este principalul monument religios din Port-sur-Saône. De arhitectură clasică, construcția sa a început în 1782 sub conducerea inginerului Thierry și a antreprenorului Duchanoy și a fost terminată în 1787 de arhitectul vésulian Pambet. Este înscrisă ca monument istoric din 1946.
Capela Saint Valère este localizată în cătunul Saint-Valère. A fost edificată în 1845 și desacralizată în 1996. De atunci, capela găzduiește expoziții artistice, având un spațiu de expunere de aproximativ 140 m².
Câteva vestigii ale fostului priorat de Cluny se mai păstrează în centrul localității Port-sur-Saône.

#### Clădiri civile

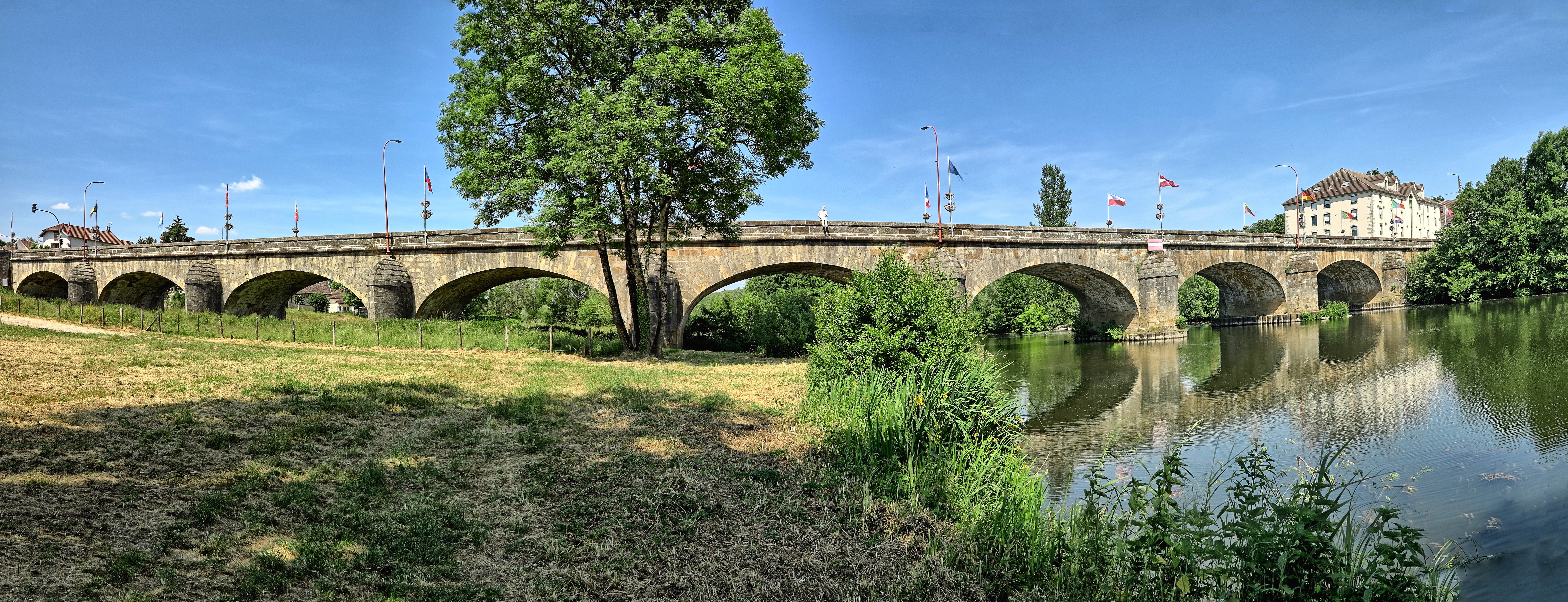
Podul Port-sur-Saône

Istoria a lăsat câteva mărturii ale trecutului în cadrul civil al Port-sur-Saône: rămășițe ale unei turnuri medievale din secolul al XII-lea, case din secolele al XVI-lea și al XVII-lea cu porți remarcabile.
Podul din Port-sur-Saône datează din secolul al XVIII-lea, fiind construit între 1750 și 1758 de inginerul Jean Querret. Este format din nouă arcade și este remarcabil prin lungimea și soliditatea sa. La mijlocul podului, pe balustradă, se poate citi o inscripție din timpul Revoluției: „Malheur à vous aristocrates” (Nenorocire vouă, aristocrați!). Acesta înlocuiește un vechi pod medieval din lemn care a fost demolat.
Comuna are, de asemenea, o școală înscrisă ca Monument Istoric: școala Saint-Valère, situată în sectorul Saint-Valère. Aceasta a fost construită integral din lemn de stejar și brad în anii 1937 și 1938.

#### Alte monumente
Orașul are un „Auberge de Jeunesse” construit din lemn, ale cărui materiale de construcție au fost aduse de la Expoziția Universală din 1937 de la Paris. Restaurat la începutul anilor 2000, acesta servește astăzi ca structură de cazare pentru turiști.
De asemenea, în Port-sur-Saône se găsesc diverse monumente, inclusiv 7 cruci, precum și diverse monumente ornamentale, cum ar fi statui din mileniul al III-lea, sculpturi din bronz reprezentând 3 personaje pe bănci, și fresca drepturilor omului, realizată în noiembrie 1990 în piața bisericii. În oraș se află, de asemenea, mai multe vechi spălătorii și fântâni.
Pe Ile du Moulin se află un fost birou de taxare.

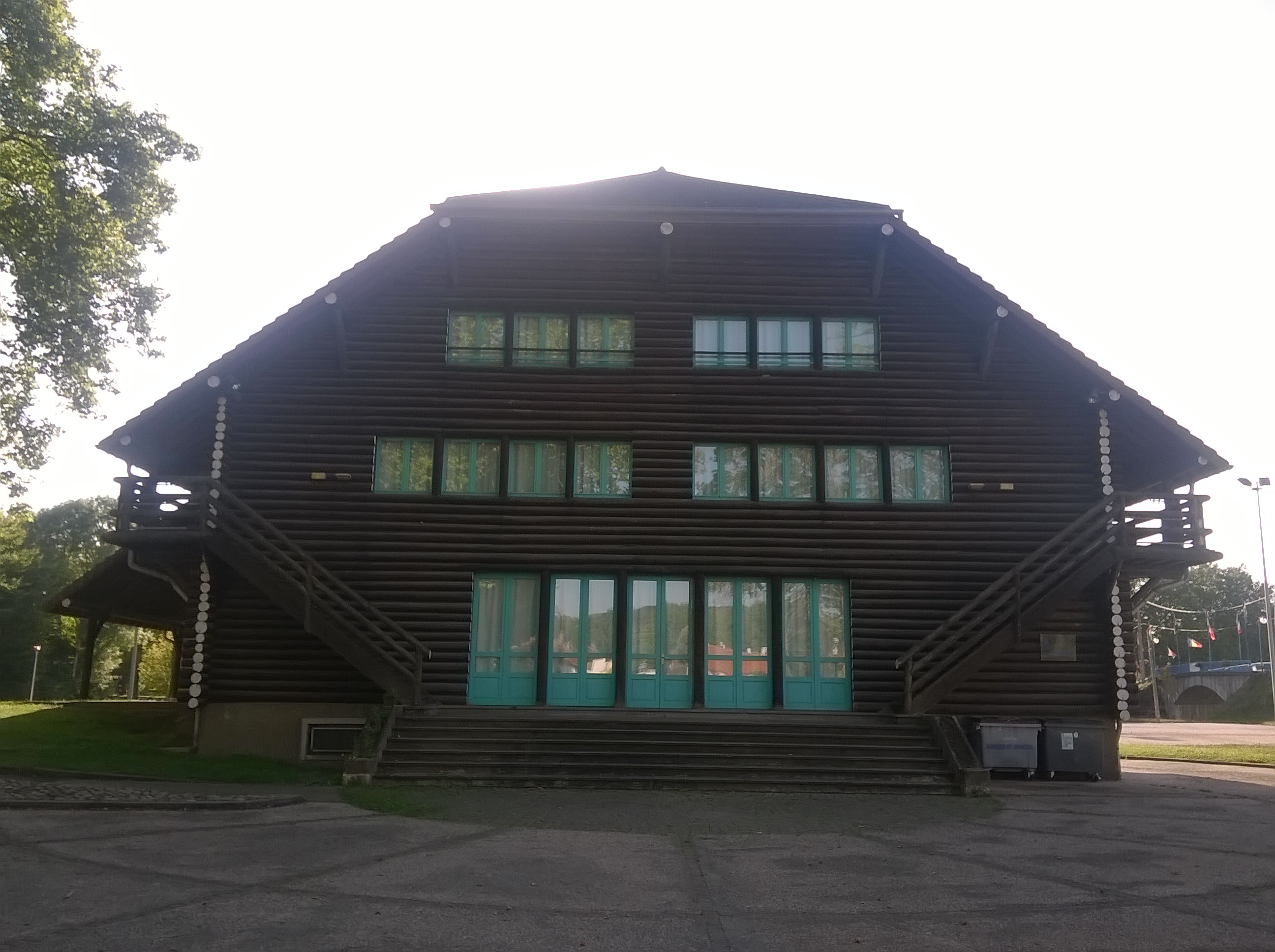
Auberge de Jeunesse.
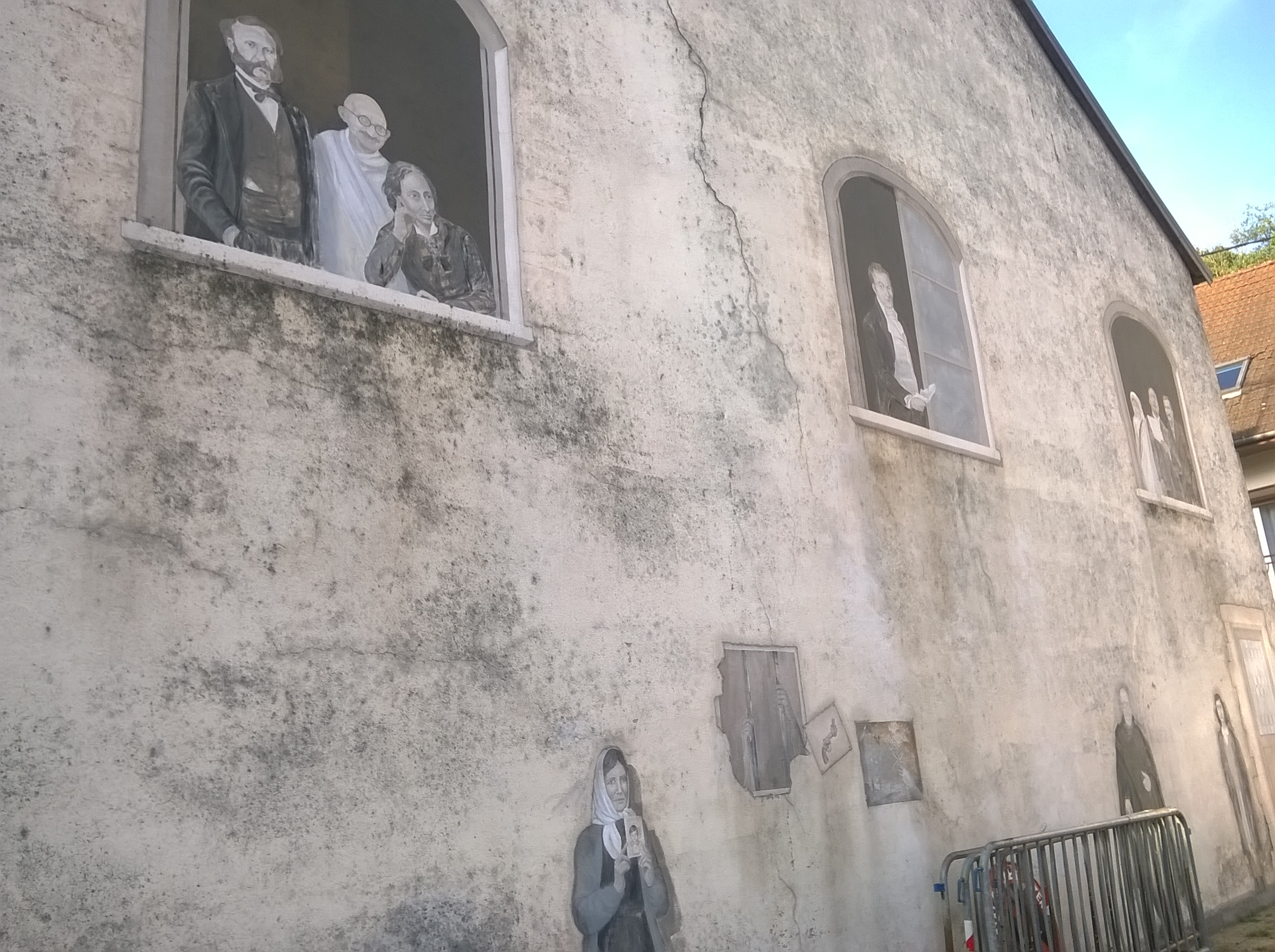
Fresca drepturilor omului.
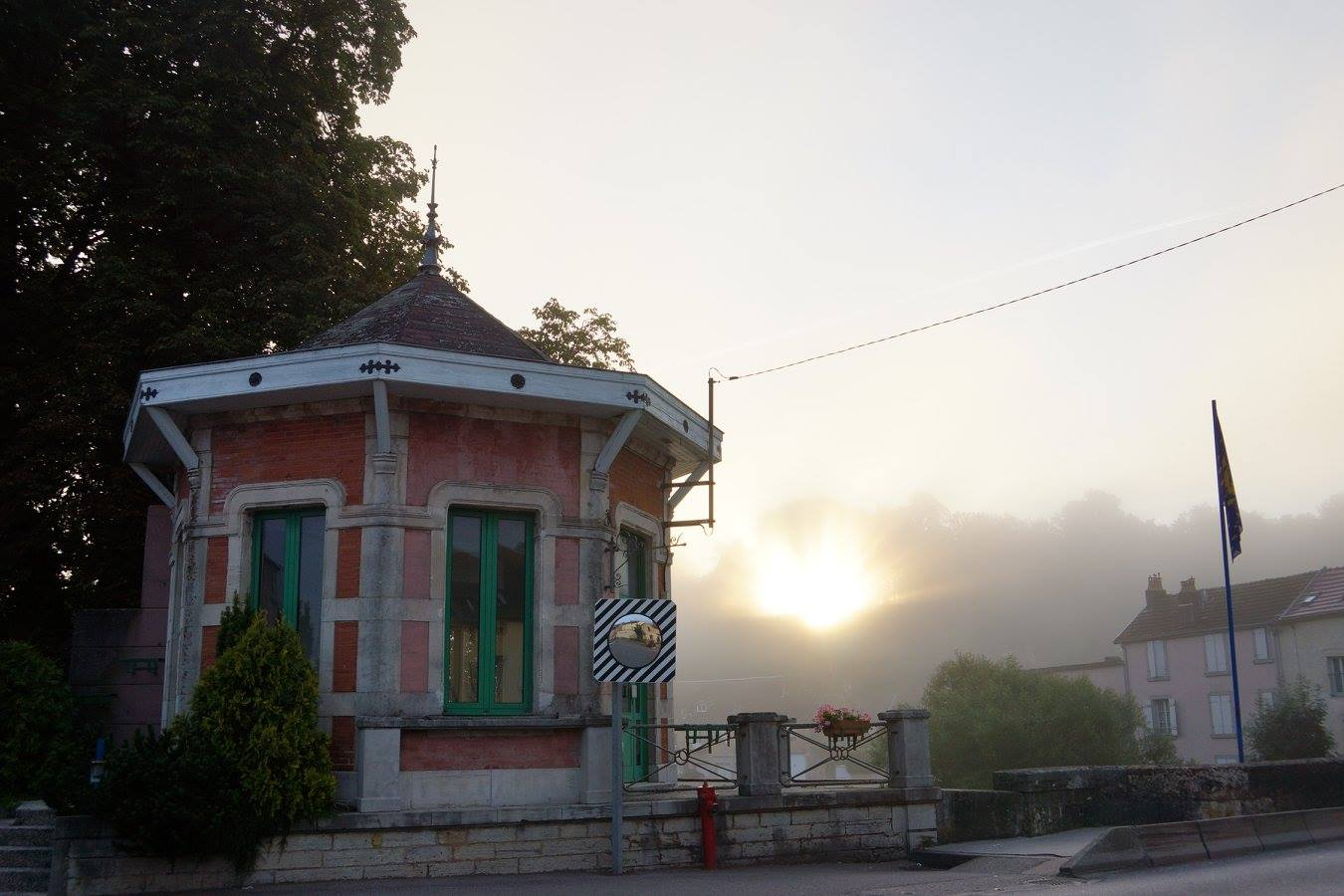
Fost birou de taxare

### Situri naturale
Rezervația naturală națională Grota Carroussel este o zonă naturală situată la granița dintre comunele Conflandey și Port-sur-Saône. Protejată din 27 martie 1990, aceasta se întinde pe o suprafață de 2,3 hectare.
La locul numit La Maladière se află un parc cu căprioare de 7 hectare, înconjurat de un traseu de drumeție.

### Localuri culturale și festive

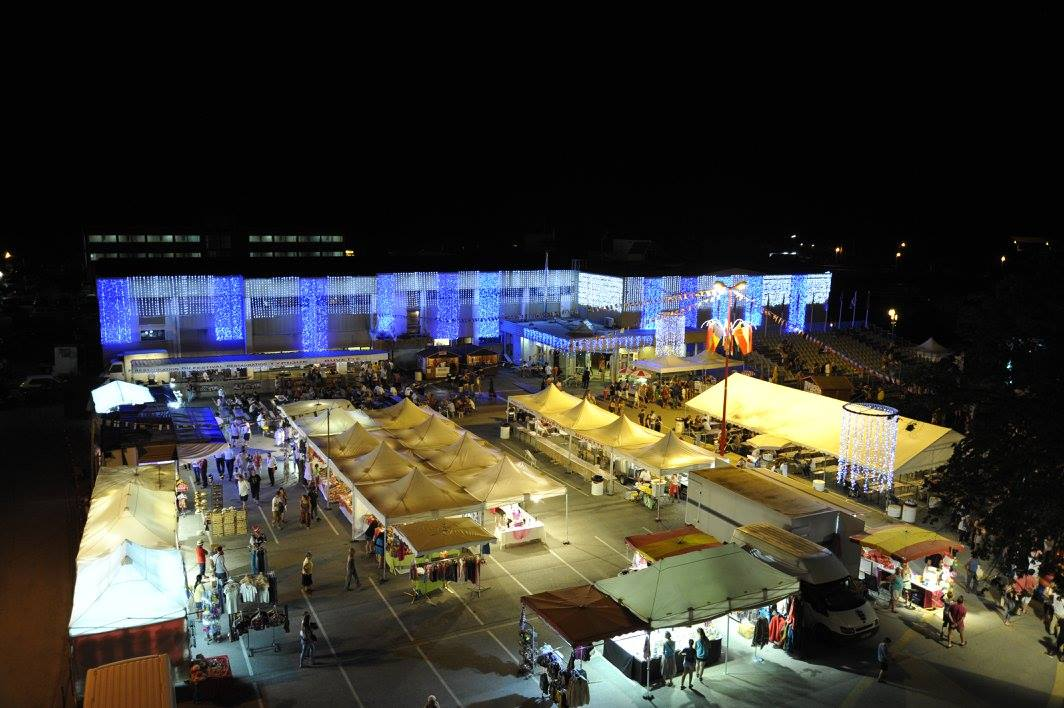
Sala Saônexpo

Principala sală de evenimente din Port-sur-Saône este sala Saônexpo, edificată în 2004. Această locație găzduiește în mod regulat artiști de renume regional și național.
Comuna dispune și de alte săli utilizate de asociațiile locale sau de particulari: sala des Halles, sala des Bâteliers, inaugurată pe 30 aprilie 2000, și sala Patrick Jobelot, inaugurată pe 24 ianuarie 1998.
Există și o mediatecă în oraș, care include peste 4 000 de referințe, împărțite în 3 secțiuni.

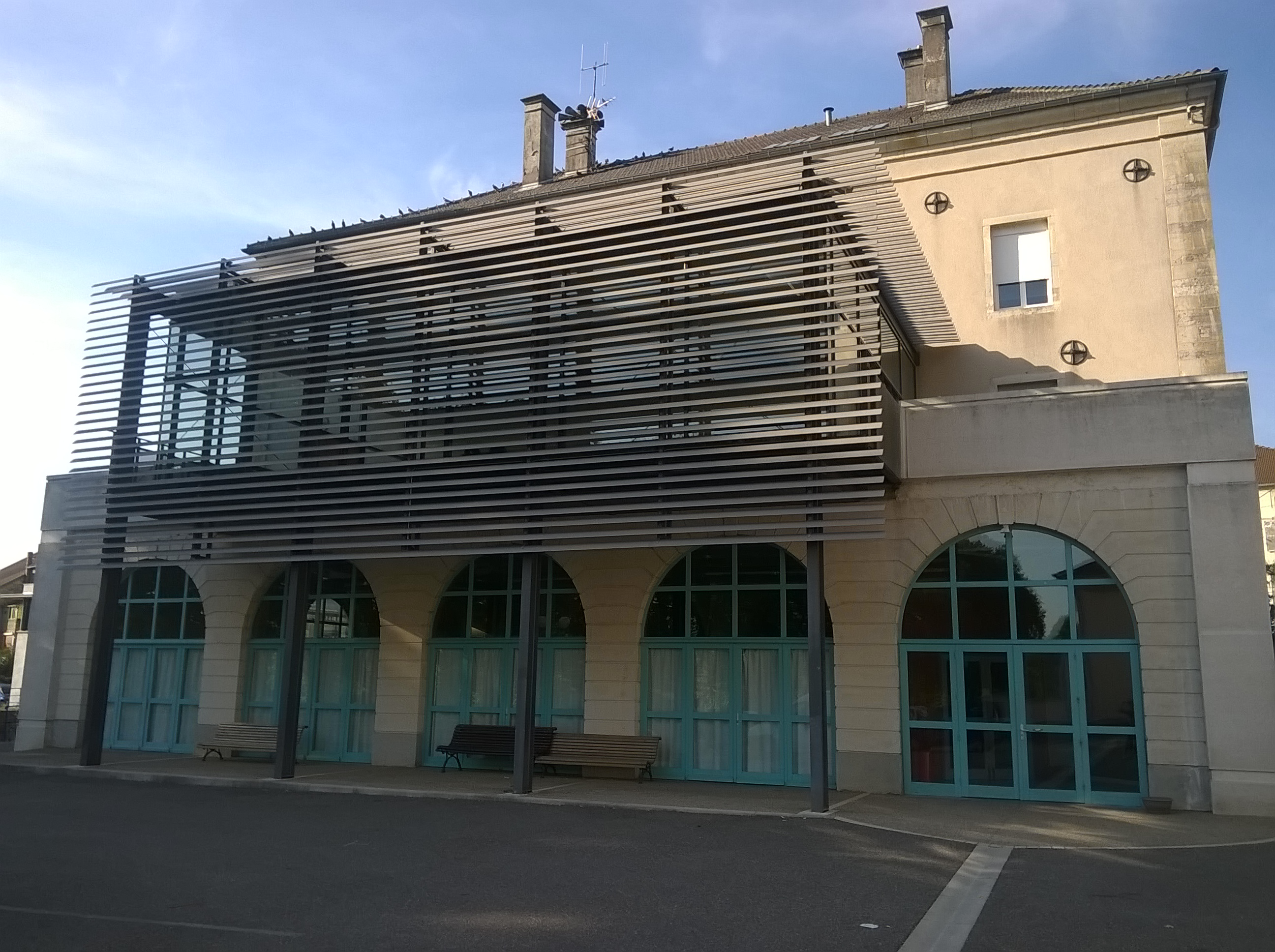
Sala des Halles.
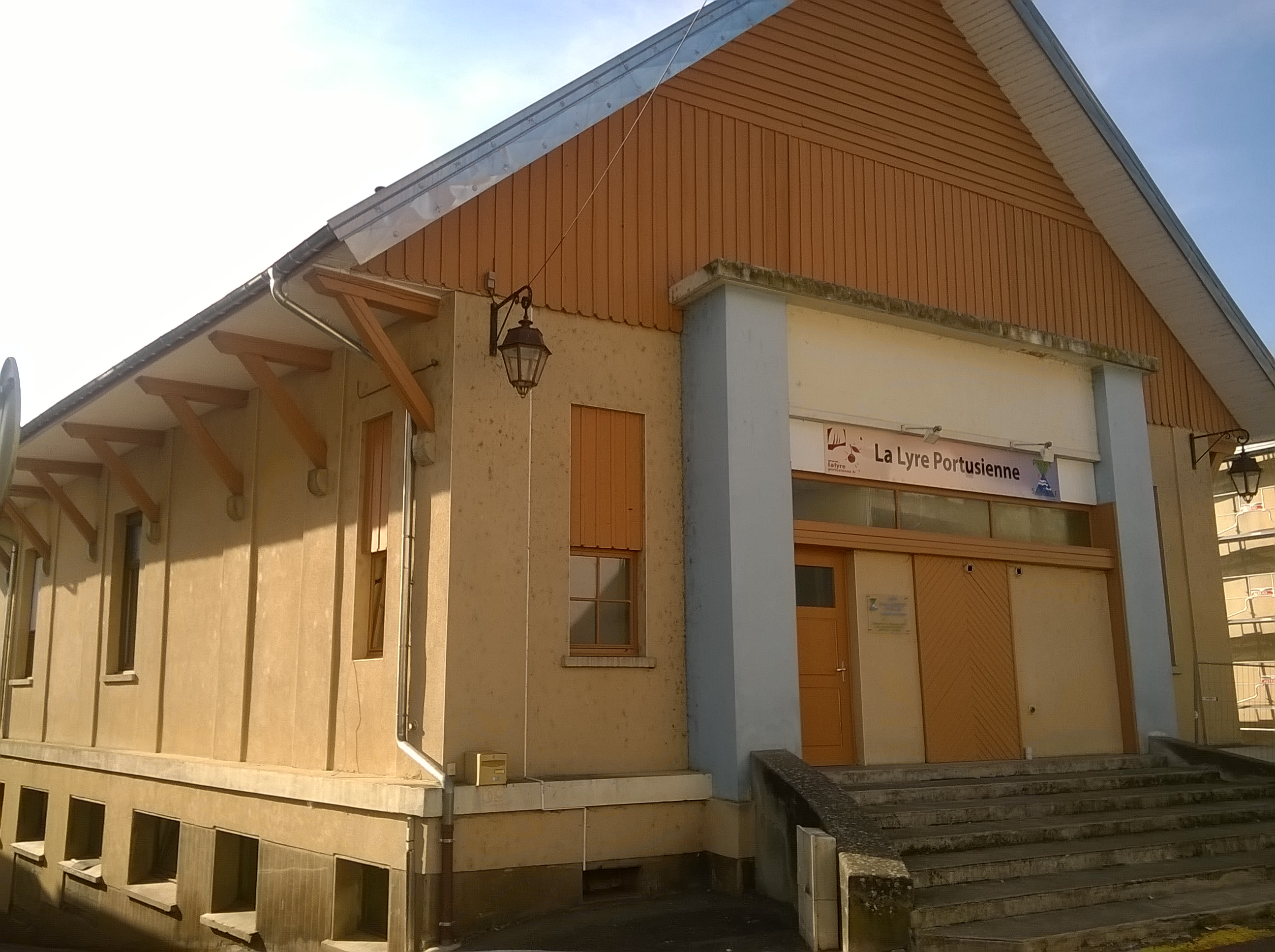
Sala Patrick Jobelot.
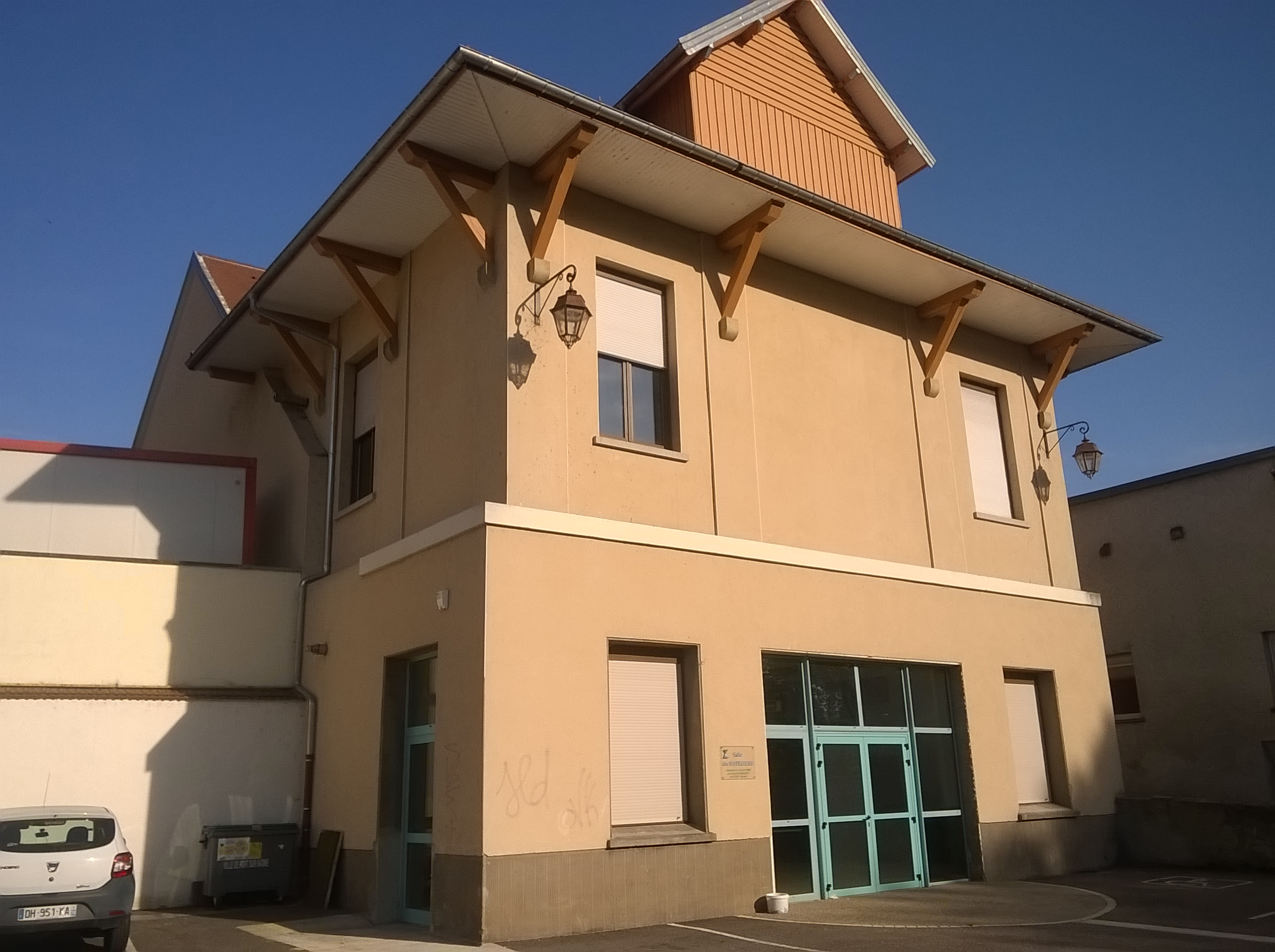
Sala des Bâteliers.

### Personalități
- Albert Decaris (1901-1988) a fost un artist renumit care a realizat fresce în oraș.

### Port-sur-Saône în artă
Pictorul Jules-Alexis Muenier, născut în 1863 și decedat în 1942, elev al maestrului Jean-Léon Gérôme, a realizat două tablouri care înfățișează orașul Port-sur-Saône. Pe ambele lucrări se poate vedea fluviul Saône în prim plan și biserica Saint-Étienne în fundal.

Tablouri pictate de Jules-Alexis Muenier.
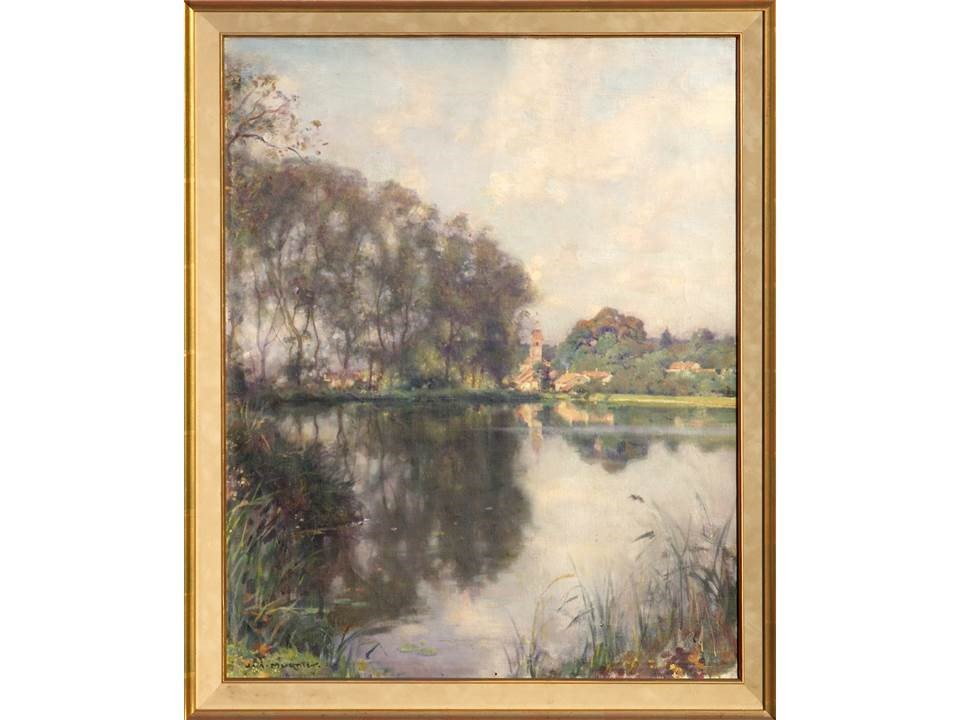
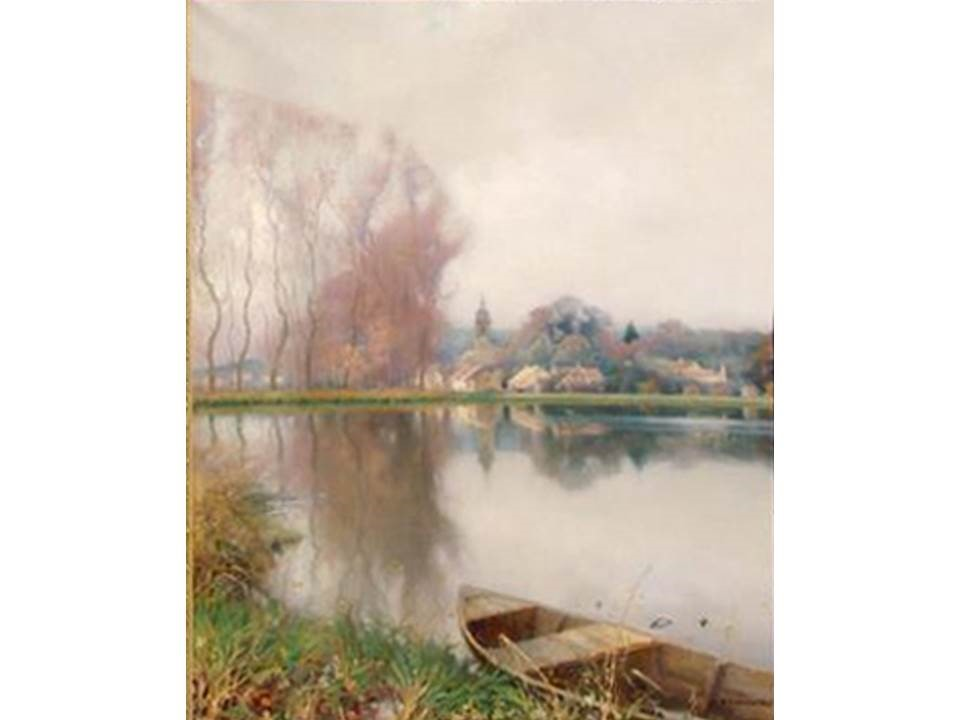

## Înfrățiri
- Belarus – Brest
- Republica Moldova – Cahul
- Coasta de Fildeș – Man
- Lituania – Kuršėnai